# Kenny Aaronson

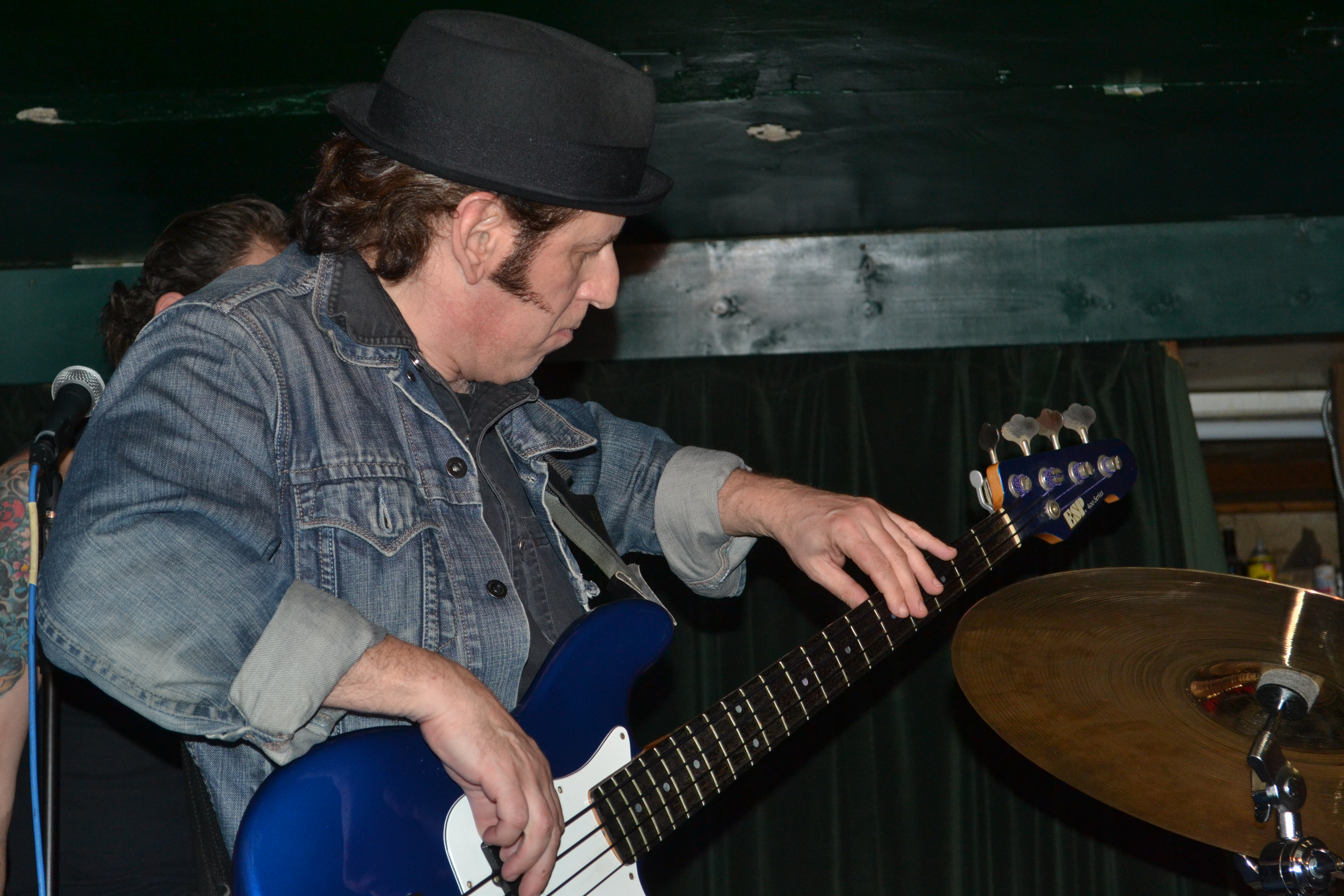
Kenny Aaronson, 2011

Kenny Aaronson (* 14. April 1952 in Brooklyn, New York City, Vereinigte Staaten) ist ein US-amerikanischer E-Bassist. Seit 2016 ist er Bassist der Band The Yardbirds.

## Leben
Kenny Aaronson begann im Alter von elf Jahren, Schlagzeug zu spielen. Sein älterer Bruder Michael Aaronson studierte Schlagzeug an der Juilliard School und spielte beim New York Philharmonic Orchestra. Mit vierzehn Jahren begann Kenny E-Bass zu spielen. Zunächst spielte er in der Hard-Rock-Band Dust. 1973 schloss er sich der Band Stories an. Mit dem Titel Brother Louie  landeten sie in den US-Billboard-Charts einen Nummer-eins-Hit. Nach der Auflösung der Band ging er 1974 für ein Jahr mit Hall & Oates auf Tournee. Darauf spielte er mit der Leslie West Band und danach mit Carmine Appice, bis er von Rick Derringer engagiert wurde, mit dem er drei Jahre lang auf Tournee ging und mehrere Schallplatten einspielte. In dieser Zeit spielten sie bei zwei Konzerten als Vorgruppe zu Led Zeppelin vor ungefähr 60.000 Zuhörern.  Diese Konzerte zählt Aaronson zu den beeindruckendsten Momenten seiner Karriere. Zu Beginn der 1980er war er Mitglied der Supergroup HSAS. HSAS war die Abkürzung von Hagar Schon Aaronson Shrieve, den Nachnamen der Musiker Sammy Hagar, Neal Schon, Kenny Aaronson und Michael Shrieve. 1983 war er kurze Zelt Mitglied von Foghat, musste die Zusammenarbeit aber aus gesundheitlichen Gründen aufgeben. Er war auch Bassist der House Band bei der MTV Guitar Greats Show mit Dave Edmunds, Chuck Leavell und Shrieve. Hier spielte er mit Steve Cropper, Brian Setzer, Lita Ford, Tony Iommi und David Gilmore zusammen. 1986 ging er mit Billy Idol und Steve Stevens auf die Whiplash-Smile-Tour. 1988 und 1989 war er Mitglied der Never-Ending-Tour-Band Bob Dylans. Doch 1989 endete die Zusammenarbeit nach einer Hautkrebsdiagnose. Nachdem er sich gesundheitlich erholt hatte, machte er zu Beginn der 1990er Tourneen mit Dave Edmunds und Mick Taylor, bevor er sich Joan Jett anschloss. Mit ihr arbeitete er vier Jahre zusammen. In dieser Zeit wirkte er 1994 bei der Produktion des Albums Pure and Simple mit. Ein Auditioning mit The Rolling Stones zählt Aaronson zu seinen beeindruckendsten Erlebnissen. Weitere Musiker, mit denen er zusammen auf Tournee ging und Studioaufnahmen machte, sind Billy Squier, Robert Gordon, Graham Parker, Edgar Winter, Laurence Laing, Tom Guerra, John Eddie und viele andere. 1988 wurde er vom Rolling Stone Magazine zum Bassist of the year [Bassist des Jahres] ernannt.  Eine Plattenaufnahmen mit George Harrison zählt Aaronson auch zu seinen beeindruckendsten musikalischen Erlebnissen. 2011 ging er mit The New York Dolls auf Tournee. 2015 tourte er mit The Yardbirds und wird seit 2016 als Mitglied der Band geführt.